# Локнянский район
Локня́нский райо́н — административно-территориальная единица (район) и муниципальное образование (муниципальный район) на юго-востоке Псковской области России.
Административный центр — посёлок городского типа Локня.

## География
Район граничит с Бежаницким, Новосокольническим, Великолукским районами Псковской области, а также с Новгородской и Тверской областями.
Площадь района — 2412 км². Основная река — Локня, приток Ловати

## История
Район образован в 1927 году в составе Великолукского округа Ленинградской области. В 1929 году передан в состав Западной области с центром в Смоленске, в 1935 году в состав Калининской области. С 22 августа 1944 года до 2 октября 1957 года входил в Великолукскую область, затем в составе Псковской области. В январе 1958 года был ликвидирован и передан Локнянскому ранее отдельный Подберезинский район (затем на его месте была Подберезинская волость).

## Население
| 1959   | 1970    | 1979    | 1989    | 2002    | 2009    | 2010  | 2011  | 2012  |
| ------ | ------- | ------- | ------- | ------- | ------- | ----- | ----- | ----- |
| 27 803 | ↘21 664 | ↘17 916 | ↘16 570 | ↘13 268 | ↘11 488 | ↘9535 | ↘9492 | ↘9354 |
| 2013   | 2014    | 2015    | 2016    | 2017    | 2018    | 2019  | 2020  | 2021  |
| ↘9119  | ↘8887   | ↘8615   | ↘8419   | ↘8222   | ↘8067   | ↘7757 | ↘7597 | ↗7883 |
| 2023   |         |         |         |         |         |       |       |       |
| ↘7595  |         |         |         |         |         |       |       |       |

По состоянию на 1 января 2021 года из 7595 жителей района в городских условиях (в пгт Локня) проживают 46,62 % населения района (или 3541 человек), в сельских — 53,38 % или 4054 человек.
По данным переписи населения 2010 года численность населения района составляла 9535 человек, в том числе 3872 городских жителя (40,61 % от общего населения) и 5663 сельских жителя (59,39 %).
По переписи 2002 года на территории района было 276 сельских населённых пунктов, из которых в 51 деревне население отсутствовало, в 69 деревнях жило от 1 до 5 человек, в 54 — от 6 до 10 человек, в 40 — от 11 до 25 человек, в 28 — от 26 до 50 человек, в 15 — от 51 до 100 человек, в 11 — от 101 до 200 человек, в 4 — от 201 до 500 человек, в 4 — от 501 до 1000 человек.
По переписи 2010 года на территории района было расположено 276 сельских населённых пунктов, из которых в 85 деревнях население отсутствовало, в 83 деревнях жило от 1 до 5 человек, в 36 — от 6 до 10 человек, в 31 — от 11 до 25 человек, в 16 — от 26 до 50 человек, в 8 — от 51 до 100 человек, в 11 — от 101 до 200 человек и в 6 — от 201 до 500 человек

### Национальный состав
По итогам переписи населения 2020 года проживали следующие национальности (национальности менее 0,1 % и другое, см. в сноске к строке «Другие»):
| Национальность | Численность, чел. | Доля     |
| -------------- | ----------------- | -------- |
| Русские        | 7438              | 94,35 %  |
| Украинцы       | 50                | 0,63 %   |
| Таджики        | 41                | 0,52 %   |
| Чеченцы        | 29                | 0,37 %   |
| Белорусы       | 28                | 0,36 %   |
| Гагаузы        | 16                | 0,20 %   |
| Армяне         | 14                | 0,18 %   |
| Цыгане         | 12                | 0,15 %   |
| Азербайджанцы  | 11                | 0,14 %   |
| Молдаване      | 10                | 0,13 %   |
| Другие         | 234               | 2,97 %   |
| Итого          | 7883              | 100,00 % |

## Населённые пункты
На данный момент в состав района входят 277 населённых пунктов:
| №   | Населённый пункт         | Тип     | Население | Муниципальное образование |
| --- | ------------------------ | ------- | --------- | ------------------------- |
| 1   | Локня                    | пгт     | ↗3541     | Локня                     |
| 2   | Аборино                  | деревня | ↗2        | Михайловская волость      |
| 3   | Аверово                  | деревня | ↘4        | Самолуковская волость     |
| 4   | Айдарово                 | деревня | ↘22       | Самолуковская волость     |
| 5   | Акулино                  | деревня | →0        | Михайловская волость      |
| 6   | Алексеево                | деревня | ↘4        | Михайловская волость      |
| 7   | Алексеево                | деревня | →0        | Подберезинская волость    |
| 8   | Алексеевское             | деревня | ↘47       | Самолуковская волость     |
| 9   | Алексино                 | деревня | ↘4        | Михайловская волость      |
| 10  | Альфимово                | деревня | →0        | Михайловская волость      |
| 11  | Альфимово                | деревня | ↘0        | Самолуковская волость     |
| 12  | Амбашкино                | деревня | ↘0        | Михайловская волость      |
| 13  | Антипово                 | деревня | ↗44       | Михайловская волость      |
| 14  | Ануфриево                | деревня | →0        | Самолуковская волость     |
| 15  | Анциферово               | деревня | ↗10       | Михайловская волость      |
| 16  | Артёмкино                | деревня | ↗1        | Михайловская волость      |
| 17  | Асаново                  | деревня | ↘14       | Михайловская волость      |
| 18  | Байлово                  | деревня | →2        | Михайловская волость      |
| 19  | Баколово                 | деревня | ↘1        | Самолуковская волость     |
| 20  | Барсуки                  | деревня | ↘60       | Подберезинская волость    |
| 21  | Башово                   | деревня | ↘201      | Самолуковская волость     |
| 22  | Белено                   | деревня | ↘5        | Михайловская волость      |
| 23  | Белохново                | деревня | →0        | Самолуковская волость     |
| 24  | Бередниково              | деревня | ↘2        | Самолуковская волость     |
| 25  | Богданово                | деревня | ↘88       | Михайловская волость      |
| 26  | Большая Гряда            | деревня | ↘28       | Подберезинская волость    |
| 27  | Большие Куницы           | деревня | ↘0        | Подберезинская волость    |
| 28  | Большой Бор              | деревня | →0        | Михайловская волость      |
| 29  | Бор                      | деревня | ↘33       | Самолуковская волость     |
| 30  | Бороватая                | деревня | →0        | Подберезинская волость    |
| 31  | Бородино                 | деревня | ↘88       | Михайловская волость      |
| 32  | Бошарево                 | деревня | ↘8        | Михайловская волость      |
| 33  | Булыгино                 | деревня | →0        | Михайловская волость      |
| 34  | Бурносово                | деревня | ↘3        | Самолуковская волость     |
| 35  | Валуевское               | деревня | ↘116      | Самолуковская волость     |
| 36  | Василёво                 | деревня | ↘3        | Самолуковская волость     |
| 37  | Васильевское             | деревня | →0        | Самолуковская волость     |
| 38  | Васьково                 | деревня | →0        | Самолуковская волость     |
| 39  | Васьково                 | деревня | →0        | Михайловская волость      |
| 40  | Ваулино                  | деревня | →0        | Михайловская волость      |
| 41  | Веретье                  | деревня | →0        | Подберезинская волость    |
| 42  | Веретье Буховское        | деревня | ↘6        | Михайловская волость      |
| 43  | Веретье Кировское        | деревня | ↘9        | Михайловская волость      |
| 44  | Власково                 | деревня | ↘28       | Подберезинская волость    |
| 45  | Вознесенское             | деревня | →0        | Михайловская волость      |
| 46  | Волково                  | деревня | →0        | Михайловская волость      |
| 47  | Володьково               | деревня | ↘11       | Самолуковская волость     |
| 48  | Волынцево                | деревня | ↘9        | Самолуковская волость     |
| 49  | Воронцово                | деревня | ↘0        | Самолуковская волость     |
| 50  | Глухово                  | деревня | ↘2        | Самолуковская волость     |
| 51  | Говорово                 | деревня | ↘3        | Самолуковская волость     |
| 52  | Гоголево                 | деревня | ↘154      | Подберезинская волость    |
| 53  | Голенищево               | деревня | ↘27       | Самолуковская волость     |
| 54  | Горки                    | деревня | ↘13       | Михайловская волость      |
| 55  | Горькуново               | деревня | ↘0        | Подберезинская волость    |
| 56  | Гривки                   | деревня | →0        | Михайловская волость      |
| 57  | Грихново                 | деревня | ↘10       | Михайловская волость      |
| 58  | Гришино                  | деревня | ↘3        | Михайловская волость      |
| 59  | Грязи                    | деревня | ↘0        | Михайловская волость      |
| 60  | Демидово                 | деревня | ↘3        | Михайловская волость      |
| 61  | Дёмино                   | деревня | ↗6        | Самолуковская волость     |
| 62  | Денево                   | деревня | ↗18       | Подберезинская волость    |
| 63  | Дорка                    | деревня | ↘47       | Михайловская волость      |
| 64  | Доронцово                | деревня | ↗6        | Михайловская волость      |
| 65  | Дрехово                  | деревня | ↘13       | Михайловская волость      |
| 66  | Дроздово                 | деревня | ↘8        | Самолуковская волость     |
| 67  | Дубинино                 | деревня | →0        | Михайловская волость      |
| 68  | Дулово                   | деревня | →0        | Подберезинская волость    |
| 69  | Дуняни                   | деревня | ↘2        | Самолуковская волость     |
| 70  | Елдыгино                 | деревня | ↘0        | Подберезинская волость    |
| 71  | Еремеево                 | деревня | ↘0        | Михайловская волость      |
| 72  | Жарки                    | деревня | ↘71       | Михайловская волость      |
| 73  | Железово                 | деревня | ↘2        | Михайловская волость      |
| 74  | Жибоедово                | деревня | →0        | Самолуковская волость     |
| 75  | Жилино                   | деревня | ↘4        | Михайловская волость      |
| 76  | Житище                   | деревня | ↘0        | Подберезинская волость    |
| 77  | Жуково                   | деревня | ↘2        | Самолуковская волость     |
| 78  | Журково                  | деревня | ↗19       | Михайловская волость      |
| 79  | Загорье                  | деревня | ↘127      | Самолуковская волость     |
| 80  | Залужье                  | деревня | ↘2        | Самолуковская волость     |
| 81  | Замошье                  | деревня | →0        | Самолуковская волость     |
| 82  | Заполье                  | деревня | ↘1        | Подберезинская волость    |
| 83  | Заречье                  | деревня | →2        | Михайловская волость      |
| 84  | Зарубино                 | деревня | →1        | Самолуковская волость     |
| 85  | Захарево                 | деревня | ↘0        | Самолуковская волость     |
| 86  | Заход                    | деревня | ↘9        | Михайловская волость      |
| 87  | Зверинец                 | деревня | ↗9        | Михайловская волость      |
| 88  | Зезюли                   | деревня | ↘4        | Подберезинская волость    |
| 89  | Зелехово                 | деревня | ↗5        | Михайловская волость      |
| 90  | Зенцово                  | деревня | ↘0        | Самолуковская волость     |
| 91  | Иванисово Гоголевское    | деревня | ↘5        | Подберезинская волость    |
| 92  | Иванисово Подберезинское | деревня | →0        | Подберезинская волость    |
| 93  | Иванихино                | деревня | ↘1        | Михайловская волость      |
| 94  | Иванищево                | деревня | ↘7        | Самолуковская волость     |
| 95  | Иванцево                 | деревня | ↘1        | Михайловская волость      |
| 96  | Иванцево                 | деревня | ↘0        | Самолуковская волость     |
| 97  | Иваньково                | деревня | ↘202      | Михайловская волость      |
| 98  | Игнатово                 | деревня | ↘29       | Михайловская волость      |
| 99  | Избоево                  | деревня | ↘67       | Подберезинская волость    |
| 100 | Исаково                  | деревня | ↘3        | Михайловская волость      |
| 101 | Исаково                  | деревня | ↘22       | Михайловская волость      |
| 102 | Кавезино                 | деревня | →0        | Самолуковская волость     |
| 103 | Каленидово               | деревня | ↘6        | Самолуковская волость     |
| 104 | Калистово                | деревня | ↘15       | Михайловская волость      |
| 105 | Калиткино                | деревня | ↘1        | Михайловская волость      |
| 106 | Каменка                  | деревня | ↘23       | Михайловская волость      |
| 107 | Каменка                  | деревня | ↘0        | Подберезинская волость    |
| 108 | Карелово                 | деревня | →11       | Самолуковская волость     |
| 109 | Карцево                  | деревня | ↘7        | Самолуковская волость     |
| 110 | Каськово                 | деревня | ↗4        | Михайловская волость      |
| 111 | Киниково                 | деревня | ↘5        | Михайловская волость      |
| 112 | Китово                   | деревня | ↘0        | Михайловская волость      |
| 113 | Кладовицы                | деревня | ↗112      | Михайловская волость      |
| 114 | Козино                   | деревня | ↘30       | Самолуковская волость     |
| 115 | Козино                   | деревня | ↘20       | Михайловская волость      |
| 116 | Кононово                 | деревня | ↘0        | Михайловская волость      |
| 117 | Концы                    | деревня | ↘5        | Михайловская волость      |
| 118 | Конышово                 | деревня | ↘0        | Михайловская волость      |
| 119 | Копытово                 | деревня | ↘16       | Михайловская волость      |
| 120 | Костелево                | деревня | →0        | Подберезинская волость    |
| 121 | Кошнево-Айдаровское      | деревня | ↘4        | Самолуковская волость     |
| 122 | Красихино                | деревня | ↘3        | Самолуковская волость     |
| 123 | Красная Горка            | деревня | ↘0        | Самолуковская волость     |
| 124 | Красный Холм             | деревня | ↘11       | Михайловская волость      |
| 125 | Крестилово               | деревня | ↘439      | Самолуковская волость     |
| 126 | Кривоплесо               | деревня | →0        | Подберезинская волость    |
| 127 | Кривцы                   | деревня | →3        | Михайловская волость      |
| 128 | Курово                   | деревня | ↘3        | Подберезинская волость    |
| 129 | Кушково                  | деревня | ↘9        | Михайловская волость      |
| 130 | Лазарево                 | деревня | ↘0        | Подберезинская волость    |
| 131 | Левково                  | деревня | ↘10       | Михайловская волость      |
| 132 | Лёвково                  | деревня | →0        | Михайловская волость      |
| 133 | Ледяха                   | деревня | ↘2        | Самолуковская волость     |
| 134 | Лежакино                 | деревня | ↘3        | Михайловская волость      |
| 135 | Лехово                   | деревня | ↘0        | Подберезинская волость    |
| 136 | Липшани                  | деревня | ↘103      | Самолуковская волость     |
| 137 | Лобки                    | деревня | →0        | Михайловская волость      |
| 138 | Ловатский Бор            | деревня | ↘13       | Подберезинская волость    |
| 139 | Лубенькино               | деревня | ↘4        | Самолуковская волость     |
| 140 | Лукино                   | деревня | →1        | Михайловская волость      |
| 141 | Луковищи                 | деревня | ↘0        | Михайловская волость      |
| 142 | Лутово                   | деревня | ↘0        | Михайловская волость      |
| 143 | Любомирово               | деревня | →1        | Самолуковская волость     |
| 144 | Лядище                   | деревня | ↘0        | Подберезинская волость    |
| 145 | Маковеево                | деревня | ↘41       | Подберезинская волость    |
| 146 | Максимиха                | деревня | ↘9        | Михайловская волость      |
| 147 | Малая Гряда              | деревня | ↘0        | Подберезинская волость    |
| 148 | Малое Каськово           | деревня | ↘8        | Самолуковская волость     |
| 149 | Малые Куницы             | деревня | ↘1        | Подберезинская волость    |
| 150 | Малый Бор                | деревня | ↘0        | Михайловская волость      |
| 151 | Малый Борок              | деревня | ↘0        | Подберезинская волость    |
| 152 | Малый Хочуж              | деревня | →0        | Подберезинская волость    |
| 153 | Малышево                 | деревня | ↘10       | Михайловская волость      |
| 154 | Марково                  | деревня | →0        | Михайловская волость      |
| 155 | Мартьяново               | деревня | ↗1        | Михайловская волость      |
| 156 | Марьино                  | деревня | ↘1        | Самолуковская волость     |
| 157 | Махново                  | деревня | →0        | Самолуковская волость     |
| 158 | Машутино                 | деревня | ↗7        | Михайловская волость      |
| 159 | Медведово                | деревня | ↘13       | Самолуковская волость     |
| 160 | Мерляково                | деревня | ↘14       | Михайловская волость      |
| 161 | Микулино                 | деревня | →0        | Михайловская волость      |
| 162 | Миритиницы               | деревня | ↘197      | Михайловская волость      |
| 163 | Митьково                 | деревня | →1        | Самолуковская волость     |
| 164 | Михайлов Погост          | деревня | ↘319      | Михайловская волость      |
| 165 | Мишково                  | деревня | ↘15       | Михайловская волость      |
| 166 | Молофеево                | деревня | ↘0        | Михайловская волость      |
| 167 | Монтеево                 | деревня | ↘4        | Самолуковская волость     |
| 168 | Морозово                 | деревня | ↘6        | Михайловская волость      |
| 169 | Невежино                 | деревня | ↘4        | Михайловская волость      |
| 170 | Нивки                    | деревня | ↘16       | Михайловская волость      |
| 171 | Новая                    | деревня | ↘27       | Михайловская волость      |
| 172 | Оболонье                 | деревня | ↗1        | Подберезинская волость    |
| 173 | Овинчище                 | деревня | ↗13       | Михайловская волость      |
| 174 | Озерки                   | деревня | →10       | Михайловская волость      |
| 175 | Орехов Брод              | деревня | ↘3        | Михайловская волость      |
| 176 | Орешково                 | деревня | ↘2        | Михайловская волость      |
| 177 | Орешково                 | деревня | ↘23       | Самолуковская волость     |
| 178 | Осиновка                 | деревня | ↘24       | Михайловская волость      |
| 179 | Осипово Село             | деревня | ↘62       | Михайловская волость      |
| 180 | Осташкино                | деревня | ↘5        | Михайловская волость      |
| 181 | Павлово                  | деревня | ↘42       | Михайловская волость      |
| 182 | Паново                   | деревня | ↘0        | Подберезинская волость    |
| 183 | Паново                   | деревня | ↘2        | Самолуковская волость     |
| 184 | Пахово                   | деревня | ↘0        | Михайловская волость      |
| 185 | Пашково                  | деревня | →0        | Михайловская волость      |
| 186 | Пашково                  | деревня | ↘15       | Самолуковская волость     |
| 187 | Перелучье                | деревня | ↘29       | Михайловская волость      |
| 188 | Перхово                  | деревня | →0        | Михайловская волость      |
| 189 | Петровское               | деревня | →0        | Подберезинская волость    |
| 190 | Плиски                   | деревня | ↘20       | Самолуковская волость     |
| 191 | Подберезье               | село    | ↘493      | Подберезинская волость    |
| 192 | Поддубье                 | деревня | ↘14       | Самолуковская волость     |
| 193 | Полошутино               | деревня | ↘2        | Подберезинская волость    |
| 194 | Польшино                 | деревня | ↘5        | Михайловская волость      |
| 195 | Понюшино                 | деревня | ↘5        | Михайловская волость      |
| 196 | Починки                  | деревня | ↘0        | Подберезинская волость    |
| 197 | Прискуха                 | деревня | ↘378      | Самолуковская волость     |
| 198 | Прокопино                | деревня | ↘0        | Михайловская волость      |
| 199 | Пузево                   | деревня | ↘6        | Михайловская волость      |
| 200 | Пыплино                  | деревня | ↘4        | Михайловская волость      |
| 201 | Работино                 | деревня | ↘20       | Самолуковская волость     |
| 202 | Ратьково                 | деревня | →0        | Михайловская волость      |
| 203 | Рогаткино                | деревня | →0        | Михайловская волость      |
| 204 | Рогово                   | деревня | →0        | Подберезинская волость    |
| 205 | Родионково               | деревня | ↘0        | Михайловская волость      |
| 206 | Рожново                  | деревня | ↘5        | Самолуковская волость     |
| 207 | Рожново                  | деревня | ↘6        | Михайловская волость      |
| 208 | Ручейки                  | деревня | →0        | Подберезинская волость    |
| 209 | Рыкайлово                | деревня | ↘44       | Михайловская волость      |
| 210 | Рысино                   | деревня | ↘141      | Михайловская волость      |
| 211 | Савино                   | деревня | ↘3        | Михайловская волость      |
| 212 | Садиба                   | деревня | ↘2        | Михайловская волость      |
| 213 | Сазоново                 | деревня | →0        | Самолуковская волость     |
| 214 | Самолуково               | деревня | ↘143      | Самолуковская волость     |
| 215 | Сатанино                 | деревня | ↘2        | Михайловская волость      |
| 216 | Сахново                  | деревня | ↘4        | Михайловская волость      |
| 217 | Свелебино                | деревня | ↘1        | Михайловская волость      |
| 218 | Светлово                 | деревня | ↘3        | Михайловская волость      |
| 219 | Свинухово                | деревня | ↘2        | Михайловская волость      |
| 220 | Сельцо                   | деревня | ↘78       | Подберезинская волость    |
| 221 | Сенино                   | деревня | ↘9        | Самолуковская волость     |
| 222 | Сергеевское              | деревня | ↘4        | Самолуковская волость     |
| 223 | Серка                    | деревня | →0        | Подберезинская волость    |
| 224 | Сивцево                  | деревня | ↘11       | Михайловская волость      |
| 225 | Синихово                 | деревня | ↘0        | Самолуковская волость     |
| 226 | Ситькино                 | деревня | ↗1        | Подберезинская волость    |
| 227 | Скрабы                   | деревня | ↘1        | Самолуковская волость     |
| 228 | Слободка                 | деревня | ↘5        | Самолуковская волость     |
| 229 | Смык                     | деревня | ↘1        | Михайловская волость      |
| 230 | Сосновка                 | деревня | ↘0        | Самолуковская волость     |
| 231 | Сосново                  | деревня | ↘25       | Подберезинская волость    |
| 232 | Среднее                  | деревня | ↗7        | Михайловская волость      |
| 233 | Староселье               | деревня | ↘0        | Подберезинская волость    |
| 234 | Старостино               | деревня | ↘75       | Михайловская волость      |
| 235 | Старые Липы              | деревня | ↗114      | Михайловская волость      |
| 236 | Степановщина             | деревня | ↘7        | Самолуковская волость     |
| 237 | Струйно                  | деревня | ↘2        | Подберезинская волость    |
| 238 | Сухлово                  | деревня | ↘4        | Самолуковская волость     |
| 239 | Сысоево                  | деревня | ↘6        | Самолуковская волость     |
| 240 | Терехово                 | деревня | ↘11       | Самолуковская волость     |
| 241 | Тигощи                   | деревня | ↘6        | Михайловская волость      |
| 242 | Тимофейково              | деревня | ↘1        | Самолуковская волость     |
| 243 | Токарёво                 | деревня | →3        | Подберезинская волость    |
| 244 | Тростино                 | деревня | ↘0        | Самолуковская волость     |
| 245 | Труфаново                | деревня | ↘7        | Михайловская волость      |
| 246 | Тряпичино                | деревня | ↘6        | Самолуковская волость     |
| 247 | Усадище                  | деревня | ↘1        | Самолуковская волость     |
| 248 | Усадьба                  | деревня | ↘11       | Подберезинская волость    |
| 249 | Утехино                  | деревня | ↘50       | Михайловская волость      |
| 250 | Федорково                | деревня | ↗3        | Михайловская волость      |
| 251 | Фёдоровское              | деревня | ↘121      | Михайловская волость      |
| 252 | Федяки                   | деревня | →0        | Подберезинская волость    |
| 253 | Фекино                   | деревня | ↘2        | Подберезинская волость    |
| 254 | Филиппово                | деревня | ↘0        | Самолуковская волость     |
| 255 | Филово                   | деревня | ↘2        | Михайловская волость      |
| 256 | Фильково                 | деревня | ↘5        | Михайловская волость      |
| 257 | Хвошня                   | деревня | ↘8        | Подберезинская волость    |
| 258 | Холодец                  | деревня | →0        | Подберезинская волость    |
| 259 | Черепяги                 | деревня | ↘6        | Самолуковская волость     |
| 260 | Чернецкое                | деревня | ↘0        | Подберезинская волость    |
| 261 | Черничник                | деревня | ↘5        | Михайловская волость      |
| 262 | Чулинино                 | деревня | →0        | Самолуковская волость     |
| 263 | Чурилово                 | деревня | ↘2        | Самолуковская волость     |
| 264 | Шеневка                  | деревня | ↗1        | Подберезинская волость    |
| 265 | Шерехово                 | деревня | ↘9        | Самолуковская волость     |
| 266 | Щёлоки                   | деревня | ↘0        | Подберезинская волость    |
| 267 | Щенайлово                | деревня | ↘29       | Самолуковская волость     |
| 268 | Щепуново                 | деревня | ↘0        | Самолуковская волость     |
| 269 | Щипачёво                 | деревня | →0        | Михайловская волость      |
| 270 | Эсино                    | деревня | ↘0        | Михайловская волость      |
| 271 | Юхово                    | деревня | ↘127      | Михайловская волость      |
| 272 | Ягодкино                 | деревня | →0        | Самолуковская волость     |
| 273 | Язвы Гоголевские         | деревня | →7        | Подберезинская волость    |
| 274 | Язвы Подберезинские      | деревня | ↘0        | Подберезинская волость    |
| 275 | Ямно                     | деревня | ↘9        | Михайловская волость      |
| 276 | Ямы                      | деревня | ↘24       | Михайловская волость      |
| 277 | Яхново                   | деревня | ↘2        | Михайловская волость      |

## Административное устройство
С апреля 2015 года в состав Локнянского района входят 4 муниципальных образования, в том числе 1 городское и 3 сельских поселений:
| № | Муниципальное образование | Статус МО | Административный центр  | Количество населённых пунктов | Население | Площадь, км² |
| - | ------------------------- | --------- | ----------------------- | ----------------------------- | --------- | ------------ |
| 1 | Локня                     | ГП        | рабочий посёлок Локня   | 1                             | ↗3541     | 7,3          |
| 2 | Михайловская волость      | СП        | деревня Михайлов Погост | 135                           | ↘1992     | 963,9        |
| 3 | Подберезинская волость    | СП        | село Подберезье         | 56                            | ↘695      | 760,8        |
| 4 | Самолуковская волость     | СП        | деревня Башово          | 85                            | ↗1655     | 680,4        |

### История муниципального устройства
Согласно Закону Псковской области от 28 февраля 2005 года № 420-оз в составе муниципального района было образовано 7 муниципальных образований: 1 городское и 6 сельских поселений (волостей):
| № | Муниципальное образование | Статус МО | Административный центр  | Количество населённых пунктов | Население | Площадь, км² |
| - | ------------------------- | --------- | ----------------------- | ----------------------------- | --------- | ------------ |
| 1 | Локня                     | ГП        | рабочий посёлок Локня   | 1                             | 3541      | 7,33         |
| 2 | Алексеевская волость      | СП        | деревня Крестилово      | 29                            | 622       | 253,83       |
| 3 | Локнянская волость        | СП        | деревня Рысино          | 51                            | 1205      | 537,61       |
| 4 | Миритиницкая волость      | СП        | деревня Миритиницы      | 51                            | 503       | 273,46       |
| 5 | Михайловская волость      | СП        | деревня Михайлов Погост | 33                            | 615       | 152,81       |
| 6 | Подберезинская волость    | СП        | село Подберезье         | 56                            | 695       | 760,84       |
| 7 | Самолуковская волость     | СП        | деревня Башово          | 56                            | 1117      | 426,53       |

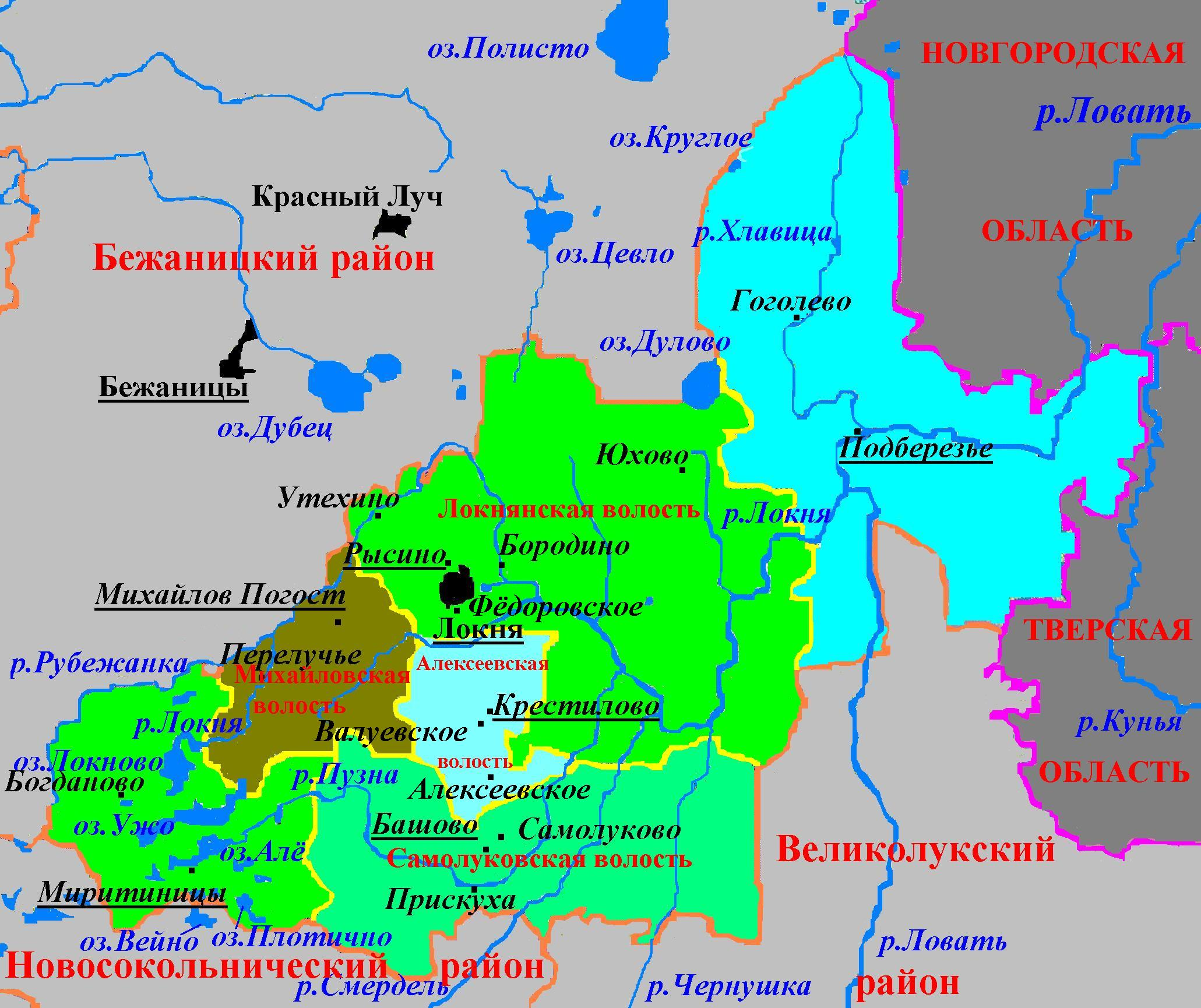
Административное деление Локнянского района в 2005—2015 гг.

Законом Псковской области от 30 марта 2015 года были упразднены Локнянская и Миритиницкая волости, территория которых была включена в Михайловскую волость; помимо этого в состав Самолуковской волости была включена упразднённая Алексеевская волость.

## Транспорт
Через район проходят автодорога «Невель—Шимск» и участок Октябрьской железной дороги протяженностью 33 км.

## Достопримечательности
- Парк д. Старые Липы (садово-парковое искусство) XIX в. — д. Старые Липы Михайловской волости.
- Церковь Спасо-Преображенская (архитект.) XVII—XVIII в.в. — п. Локня.
- Церковь Николы (архитект.) 1867 г. — д. Голенищево Самолуковской волости
- Церковь Михайловская (архитект.) середина XVII в. — д. Дуняни Самолуковской волости.
- Церковь Ахтырская (архитект.) начало XIX в. — д. Иваньково Локнянской волости.
- Церковь Пятницкая (архитект.) XVII в. — д. Каменка Миритиницкой волости.
- Церковь Покровская (архитект.) XVIII — д. Медведово Алексеевской волости.
- Церковь Троицкая (архитект.) XVII в. — д. Миритиницы Миритиницкой волости.
- Церковь Владимирская (архитект.) начало XIX века — д. Михайлов Погост.
- Церковь Троицкая (архитект.) начало XIX века — с. Подберезье.
- Мемориал на месте гибели Героя Советского Союза А. Матросова в д. Чернушки Самолуковской волости.

## Люди, связанные с районом
- Комарычев, Георгий Поликарпович (1916, д. Кошнево — 1997) — старшина Рабоче-крестьянской Красной армии, участник Великой Отечественной войны, Герой Советского Союза (1944).
- Фомин Пётр Тимофеевич (1919, д. Ледяха — 1996) — живописец и педагог. Народный художник СССР (1991). Член Санкт-Петербургского союза художников.